# Pinus merkusii
El pino Merkus o pino de Sumatra (Pinus merkusii), es una especie de pino nativo de la región de Malesia, al sureste de Asia, creciendo principalmente en Indonesia en las montañas del norte de Sumatra, y con dos poblaciones aisladas en Sumatra central en el Monte Kerinci y el Monte Talang, y en las Filipinas en Mindoro y en el oeste de Luzon.
La población central de Sumatra, entre 1° 40' y 2° 06' S de latitud, es la única presencia natural de cualquier tipo de Pinaceae al sur del ecuador. Es decir, se trata de la única especie nativa de pino que crece de forma natural en el Hemisferio Sur. Generalmente crece en altitudes moderadas, mayoritariamente entre 400 y 1.500 metros, pero ocasionalmente vive a sólo 90 metros y hasta 2.000 metros sobre el nivel del mar.

## Descripción
Pinus merkusii es un árbol de tamaño medio-grande, llegando a 25–45 metros de altura y con un diámetro de tronco de hasta 1 metro. La corteza es anaranjada, gruesa y profundamente fisurada en la base del tronco, y delgada y escamosa en la parte superior. Las hojas ("agujas") crecen en pares, muy esbeltas, 15–20 cm y menos de 1 mm de grueso, de verde a verde amarillento.
Los conos son estrechos, 5–8 cm de largo y 2 cm de ancho en la base cuándo están cerrados, verdes al principio, tornándose marrones con el tiempo. Abren a 4–5 cm de ancho en su madurez para liberar las semillas. Las semillas son de entre 5 y 6 mm y son dispersadas por el viento.

## Especie relacionada
Pinus merkusii, el Pino de Sumatra, está estrechamente relacionado con Pinus latteri, el cual crece algo más al norte del sureste de Asia, de Myanmar a Vietnam; algunos botánicos tratan los dos como especies iguales pero Pinus latteri difiere en altura (18–27 cm) y en hojas y conos más grandes. Está también relacionado al grupo de los pinos mediterráneos que incluyen pino carrasco y el pino turco, los cuales comparten muchas características con él.